# La Chapelle-Vendômoise
La Chapelle-Vendômoise is een gemeente in het Franse departement Loir-et-Cher (regio Centre-Val de Loire) en telt 744 inwoners (1999). De plaats maakt deel uit van het arrondissement Blois.

## Geografie
De oppervlakte van La Chapelle-Vendômoise bedraagt 13,1 km², de bevolkingsdichtheid is 56,8 inwoners per km².
De onderstaande kaart toont de ligging van La Chapelle-Vendômoise met de belangrijkste infrastructuur en aangrenzende gemeenten.

## Demografie
Onderstaande figuur toont het verloop van het inwonertal (bron: INSEE-tellingen).